# 명화공업
명화공업은 대한민국의 자동차부품 기업으로, 1957년 산업용 펌프 제조업체로 설립되었다. Axle & Brake Complete를 비롯한 브레이크 관련부품, Oil pump, Water pump를 비롯한 엔진/구동부품 등 자동차의 주요한 기능부품, 보안부품을 생산하여 대한민국을 비롯한 여러 국가에 판매한다.

## 생산품목
- 오일펌프
- 워터펌프
- 오토 트랜스미션 부품
- 브레이크 디스크
- 브레이크 드럼
- 브레이크 허브
- 너클&캐리어 어셈블러
- 브레이크코너모듈

## 제품

### 구동부품
- 오일펌프
- 오토 트렌스미션파트
- 워터펌프
- BSM
- EWP

### 샤시부품
- 코바프레스
- 브레이크 코너 모듈
- 브레이크 디스크/드럼
- 브레이크 허브
- 너클
- 액슬